# Gagrellula albifrons
Gagrellula albifrons is een hooiwagen uit de familie Sclerosomatidae.